# Miriam Piña

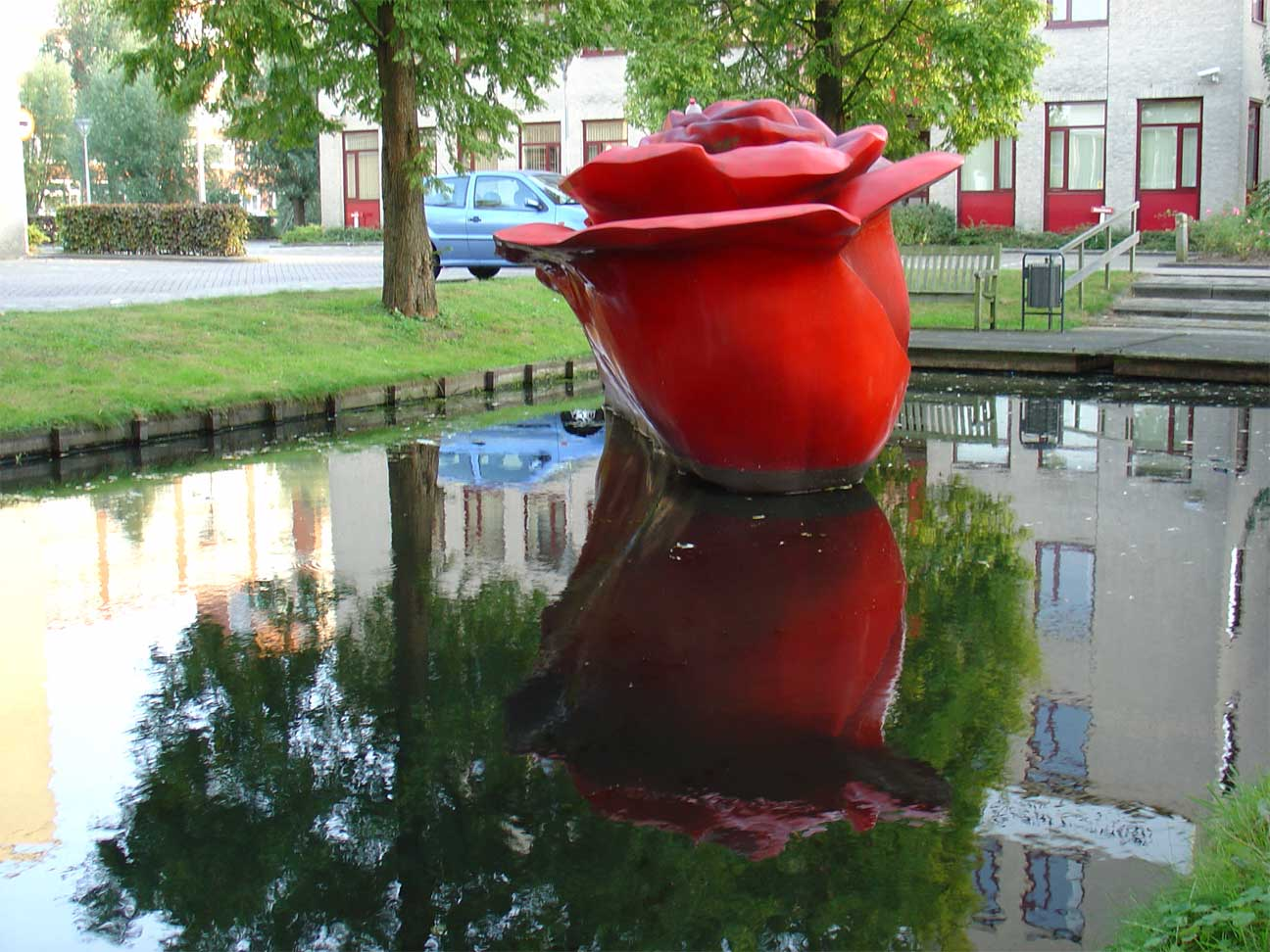
De Roos van Miriam Piña (1997)

Miriam Belkis (Miriam) Piña (Willemstad (Curaçao), 8 februari 1951) is een Nederlandse beeldend kunstenaar. Ze is als community art-  en installatiekunstenaar gevestigd te Gouda.

## Leven en werk
Piña studeerde achtereenvolgens aan de Koninklijke Academie voor Kunst en Vormgeving te 's-Hertogenbosch (1969-1975), de Jan van Eyck Academie te Maastricht (1974-1975) en de Academie voor Kunst en Industrie te Enschede (1975-1976). Haar sculptuur 'De Roos' werd genomineerd voor de Goudse Kunstprijs. Het is een figuur van polyester, drijvend in een vijver tegenover het Groene Hart Ziekenhuis. 
Tussen 2003 en 2014 werkte Piña in het onderwijs als lerares culturele kunstzinnige vorming en levensbeschouwing. Ze ontwikkelde schoolprojecten waarbij filosoferen en culturele expressie de leidraad zijn.  